# كلوفا (مساعد افتراضي)
كلوفا (بالإنجليزية: Clova)‏ هو مساعد شخصي ذكي لأنظمة تشغيل أندرويد وآي أو إس تم تطويره بواسطة شركة نافير وشركة لاين (شركة تابعة لنافير).

## التاريخ
تم إطلاقه لأول مرة في آب ستور وجوجل بلاي كتطبيق مساعد شخصي ذكي.
في أغسطس 2017، تم الإعلان عن استخدام منصة الذكاء الاصطناعي في سلسلة مكبرات الصوت الذكية الخاصة بهم.
في أكتوبر 2020، أصدرت نافير مصباح كلوفا، وهو مصباح يعمل بالذكاء الاصطناعي يقرأ الكتب، يمكن لهذا المنتج قراءة الكتب باللغة الإنجليزية وكذلك الكورية.